# Per Haftorsen
Per Haftorsen (Haugesund, 6 settembre 1947) è un ex calciatore norvegese, di ruolo portiere.

## Carriera

### Club
Haftorsen vestì la maglia dello Haugar dal 1967 al 1970. Successivamente passò al Fredrikstad, dove raggiunse anche la finale della Coppa di Norvegia 1971: in questa sfida, però, fu il Rosenborg ad imporsi. Il club retrocesse nella 2. divisjon al termine del campionato 1973. Haftorsen rimase però in forza al Fredrikstad per un'altra stagione. Tornò poi allo Haugar nel 1975, restandovi fino al 1978. Entrò a far parte della Hall of Fame di quest'ultima squadra.

### Nazionale
Conta 11 presenze per la Norvegia. Esordì il 10 giugno 1969, quando giocò nella sconfitta per 1-3 contro la Francia.